# 4-й драгунський полк (Австро-Угорщина)

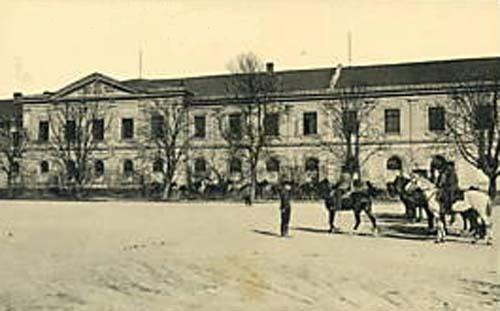
Казарми драгунів у Вельсі

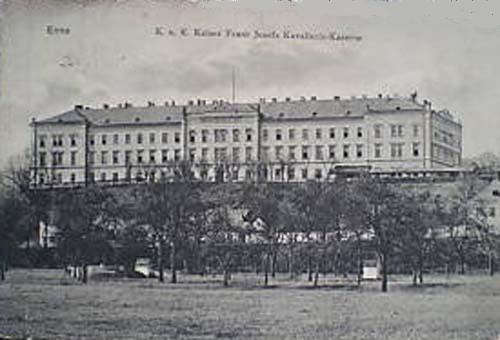
Казарми драгунів у Енсі

4-й драгунський полк — полк цісарсько-королівської кавалерії Австро-Угорщини. Повна назва: K.u.k. Oberösterreichisch-Salzburgisches Dragoner-Regiment «Kaiser Ferdinand I.» Nr. 4 (від 1867 року). Дата утворення — 1672 рік, заснований як полк кірасирів.
- З 1769 до 1798 — 12-й кавалерійський полк.
- З 1798 до 1802 — 2-й полк кірасирів.
- З 1802 до 1867 — 4-й полк кірасирів.
- З 1867 — 4-й полк драгунів.

Почесний шеф — Фердинанд І (з 1895). До цього полк називався — 4-ий полк ерцгерцога Альбрехта (з 1875 до 1895).

## Склад полку
Штаб
Допоміжні служби:
- взвод розвідників (піонерів)
- телеграфна служба
- допоміжна служба

2 дивізіони, в кожному з яких:
- 3 ескадрони по 177 драгунів

Повний склад полку — 37 офіцерів і 874 драгуни.
Набір рекрутів до полку — Енс і Вельс.
Національний склад полку (липень 1914) — 99 % німців, 1 % інших.
Мова полку (липень 1914) — німецька.

## Інформація про дислокацію
| I. | II. | III. |
| --- | --- | --- |
| - 1673 Еґер - 1679—1682 Розподілений по Богемії - 1698—1703 Розподілений по Семиграддю - 1714—1716 Ноград (жупа) і Гемер (жупа) - 1718 Дебрецен - 1727—1734 Банат - 1735—1741 Юліх-Берґ (герцогство) - 1739—1741 Оденбург іВеспрем - 1745 Шарош (жупа і жупа Гемер - 1751 Ґран - 1752 Сатмар - 1754—1756 Белюша - 1763 Розенау - 1766 Мішкольц - 1768 Верпелет - 1773 Розенау - 1775 Дебрецен | - 1777—1778 Санкт-Петер - 1779 Мор - 1782 Чаквар - 1787 Мор - 1790 Штульвайсенберґ і Мор - 1791—1793 Брандіс - 1798—1799 Ґюнс - 1801 Печвар - 1803 Відень - 1804—1806 Марія-Терезіополь - 1807 Дьєндьєш - 1808—1809 Ґросвардайн - 1810 Мор - 1811 Тотіс, потім Ловашберени - 1812—1813 Веспрем - 1814—1815 Брандіс - 1816 Відень | - 1817 Санкт-Георген - 1847—1848 Відень - 1849 Чеґлед - 1850 Ньїредьгаза - 1852 Мор - 1854 Галичина - 1855—1859 Кечкемет - 1859 Нойхойзель - 1863—1866 Санкт-Георген - 1866 Ньїредьгаза - 1867 Надькалле - 1808 Надь-Кароли - 1871 Енс - 1873 Вельс - 1886 Енс - 1892 Відень - 1903—1908 Марбурґ |

- 1914 рік — керівництво полку і І-ий дивізіон (2-ий і 3-ій ескадрони) — у Енсі, ІІ-ий дивізіон і 1-ий ескадрон І-го дивізіону — у Вельсі[4] Інженерний взвод у Енсі.
- 1914 — входить до складу ІІ корпусу, 18 Бригада кавалерії

## Командири полку
- 1859: Людвіг Хоенльое-Лянгенбург[5]
- 1879: Едуард Паар[6]
- 1908: Александр Печіх[7]
- 1914: Віктор Сесслєр фон Херцінгер[8]